# Ponitz
Ponitz – miejscowość i gmina w Niemczech, w kraju związkowym Turyngia, w powiecie Altenburger Land.
Niektóre zadania administracyjne realizowane są przez miasto Gößnitz, które pełni rolę „gminy realizującej” (niem. „erfüllende Gemeinde”).